# Бекхожин Халіжан Нургожайович
Халіжан Нургожайович Бекхо́жин (каз. Қалижан Нұрғожаұлы Бекхожин; нар. 15 грудня 1913, Павлодар — пом. 2 жовтня 1990, Алмати) — казахський радянський поет, перекладач, драматург, літературознавець; член Спілки радянських письменників Казахстану з 1936 року.

## Біографія
Народився 2 [15] грудня 1913 року в місті Павлодарі (нині Казахстан). Походив із роду аргин-сюїндик-айдабол. Протягом 1932—1934 років працював у редакції павлодарської районної газети «Колгосп», де опублікував свої перші вірші та нариси. 1938 року закінчив Казахський педагогічний інститут імені Абая в Алмати.
Протягом 1938—1942 років працював у видавництві ЦК ЛКСМ Казахстану, Спілці письменників Казахстану, Казахському інституті національної культури. Під час святкування 125-річчя від дня народження Тараса Шевченка у 1939 році виступив з доповіддю про нього на ювілейному пленумі Спілки письменників Казахстану в Алмати. З 1942 по 1946 рік був військовим журналістом, мав військове звання капітана.
У 1946—1949 роках — науковий співробітник Інституту мови і літератури Казахського відділення Академії наук СРСР. З 1949 року перебував на творчій роботі. Член КПРС з 1954 року. У 1965 році на факультеті журналістики Казахстанського державного університету імені Сергія Кірова успішно захистив доповідь по монографії на здобуття наукового ступеня доктора історичних наук на тему «Шляхи розвитку казахської преси».
Помер в Алмати 2 жовтня 1990 року.

## Творчість
Писав казахською і російською мовами. Друкуватися почав у середині 1930-х років. Автор:
поем
- «Орман қызы»/«Лісова дівчина» (1939; про народні таланти);
- «Егорқызы Мария»/«Марія, дочка Єгора» (Алмати; Москва, 1949—1954; про любов юнака-казаха і російської дівчини);
- «Коркем эдебиет баспасы» (Алмати, 1957);
- «Партизан Балтабай» (про громадянянську війну в Казахстані);

збірок віршів
- «Шеру»/«Похід» (Алмати, 1944);
- «Весна» (1948);
- «Пісня про славних» (1965);
- «Джон — син негра» (1966);

збірок віршів та поем
- «Под звездами Москвы» (Москва, 1949);
- «Три переходи» (1962);
- «Сім поем» (1966);
- «Дала комиссары»/«Степовий комісар» (Алмати, 1968);
- «С поэзией иду» (Москва, 1974);
- «Шадар»/«Вершини» (Алмати, 1976);
- «Топрагъынънынъ»/«Мої сучасники» (Алмати, 1977);

п'єс
- «Ақан Ақтаев»/«Акан Актаєв»;
- «Егер журек шын берілсе»/«Якщо серця вірні»;
- «Нөсерден соң»/«Після зливи»;

Перекладав казахською мовою з української та російської літератур, зокрема твори Тараса Шевченка, що увійшли до збірки «Таңдамалы»/«Вибране» (Алмати, 1964), Миколи Бажана (цикл віршів «Англійські враження»), Миколи Нагнибіди, Ярослава Галана.
Автор літературознавчих праць:
- «Трагедия о новаторстве» (Алмати, 1969);
- «На перепутьях поэзии» (Алмати, 1986).

Тарасу Шевченку присвятив статті «Украинаның ұлы ақыны»/«Співець свободи» (1936), «Даламызды ұлы сырмасы»/«Великий друг наших степів» // «Қазақ әдебиеті», 1961, 10 березня; Миколі Нагнибіді — статтю «В том пленительном Киеве» // «Избранное», Москва, 1980. Узяв участь як перекладач у ювілейному виданні «Вибраних творів» Тараса Шевченка (Алмати, 1964).

## Відзнаки
- Нагороджений двома орденами Трудового Червоного Прапора (1 березня 1959; ????), орденами Дружби народів (14 грудня1983), Вітчизняної війни II ступеня (11 березня 1985)[2];
- Державна премія Казахської РСР за 1978 рік;
- Почесний громадянин Павлодара з 1985 року[2];
- Народний письменник Казахської РСР з 1986 року.

## Вшанування
- Іменем поета названі вулиці в Павлодарі (1991) і Алмати; середня школа № 12 у Павлодарі[2][3];
- У Павлодарі на будинку № 41 по вулиці Максима Горького, де знаходився дерев'яний будинок, в якому в 1930-х роках жив поет, у 1993 році відкрито меморіальну дошку[3];
- 9 жовтня 2013 року у Павлодарі, у сквері у «Ақ мешіт» у старій частині міста, до 100-річного ювілею з дня народженя поета йому встановлений пам'ятник[2][3].